# Míšek

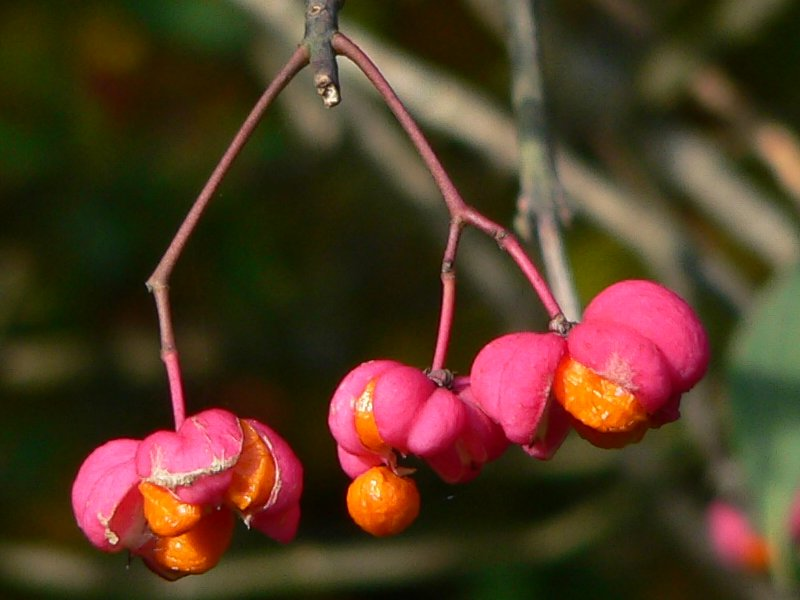
Míšky brslenu evropského

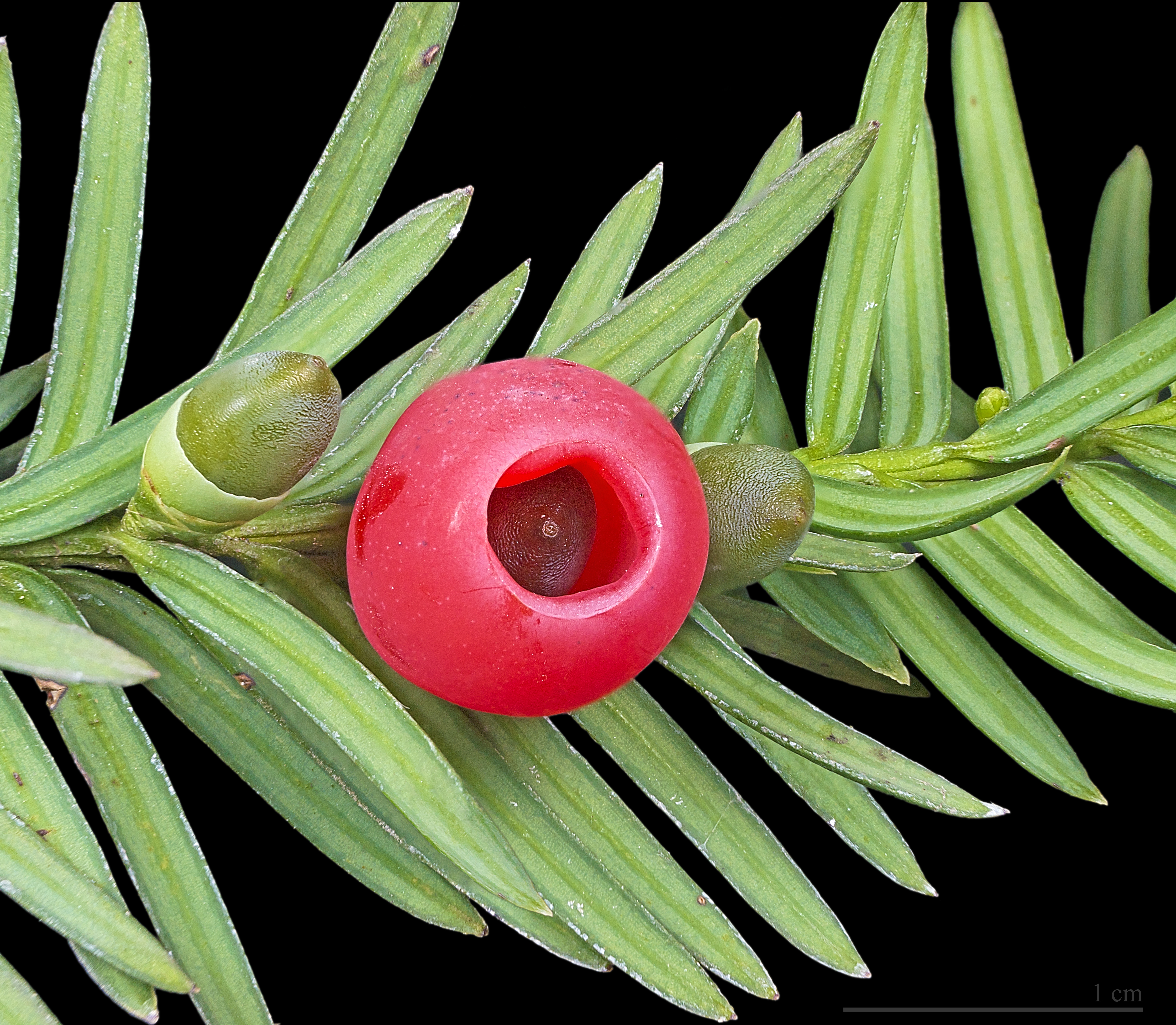
Nepravý míšek (epimatium) tisu červeného

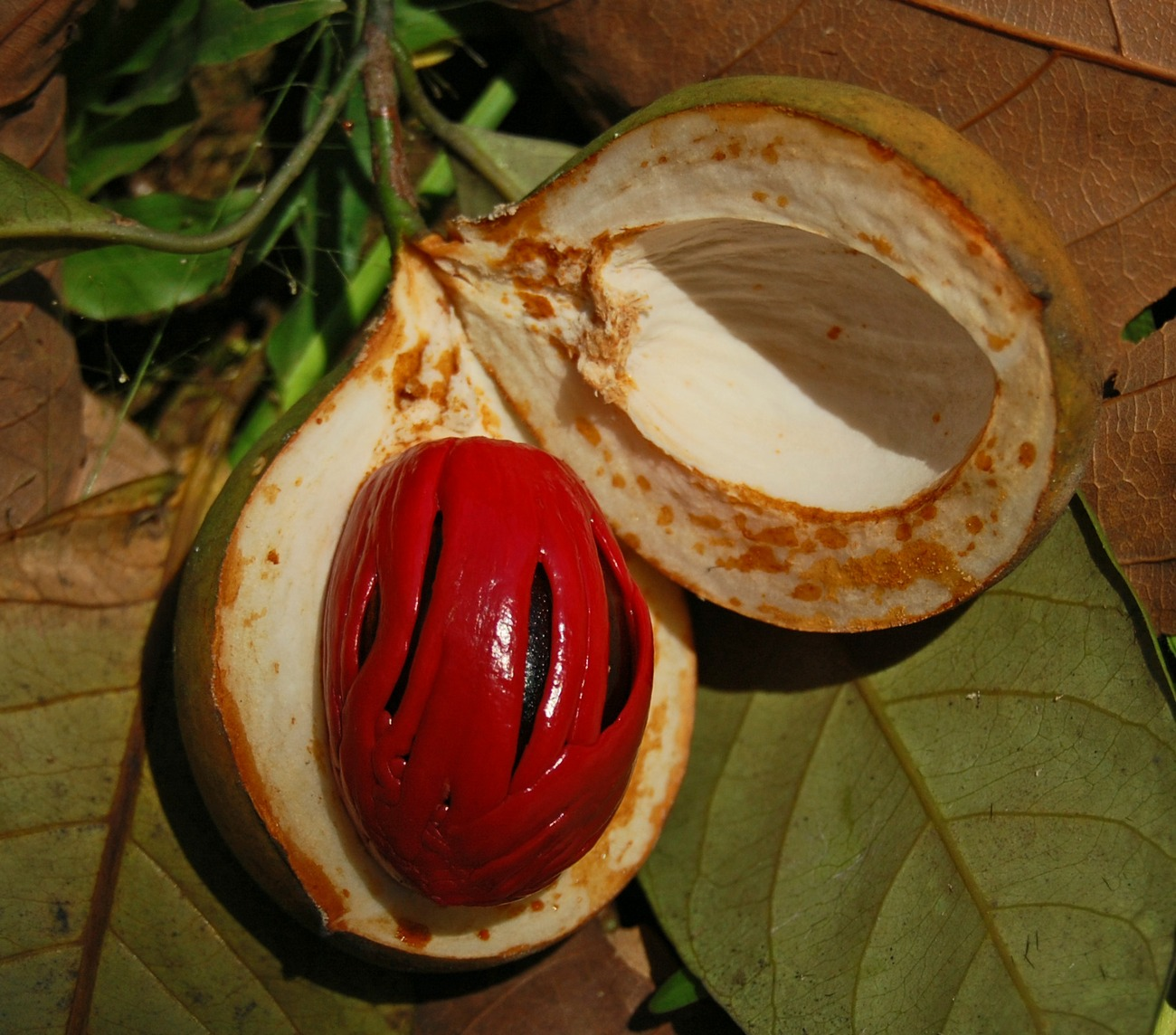
Míšek muškátovníku (Myristica fragrans)

Míšek (arillus) je plod rostlin vzniklý z cenokarpického gynecea.

## Původ
Vzniká zbytněním vaječného poutka (lat. funicullus). Je to jedno nebo vícepouzdrá dužnatá tobolka, ve které jsou semena obalena obvykle nápadně zbarveným pletivem želatinové konzistence. V české přírodě je nejznámější u rodů brslen a jesenec (zimokeř). Míšek je všeobecně chutný a dokonce je jedinou nejedovatou části jinak jedovatého tisu. Mimo zvířectva ho často konzumují i lidé.

## Varianty
Podobně vzniká celistvý nebo jen částečný obal semen u rostlin z čeledě tisovitých a některých z nohoplodovitých, zde se však obvykle nazývá epimatium (u rostlin bývalé čeledě hlavotisovitých se nevyskytuje). Někdy je za míšek považována i jednosemenná bobule muškátovníku vonného, která je po usušení plna aromatických silic a prodává se pod názvem muškátový květ.

## Širší pojetí
Na definici míšku existují i jiné názory. V širším pojetí bývá za míšek považováno i pletivo, které je zbytkem dužnaté vnější vrstvy osemení (sarkotesty). Pak jsou míškem i plody jinanu, chvojníku, mučenky, ličí, granátového jablka, longanu, papáje, rambutanu, mangostanu, kakaovníku, leknínu a pod.